# Pleurocybella porrigens
Pleurocybella porrigens là một loài nấm trong họ Marasmiaceae. Loài nấm này lan rộng trong rừng ôn đới Bắc bán cầu. P. porrigens là một nấm gỗ mục trên gỗ thông đặc biệt là cây độc cần (chi Tsuga).
Danh pháp đồng nghĩa của Pleurocybella porrigens gồm 